# Odivelas
Odivelas là một huyện thuộc tỉnh Lisboa, Bồ Đào Nha. Huyện này có diện tích 27 km², dân số thời điểm năm 2001 là 133847 người.
Nằm trong khu phố cổ của Lisbon (tỉnh Estremadura lịch sử), huyện Odivelas nằm trong Khu vực Thủ đô của Lisbon, giáp với các huyện Loures, Sintra, Amadora và Lisbon. 
Vùng nằm ở vùng đồng bằng rộng lớn kéo dài từ Pontinha đến Póvoa de Santo Adrião, chạy qua Odivelas và Olival Basto. Phần còn lại của lãnh thổ được hình thành bởi các ngọn đồi và thung lũng bán cứng, rải rác với rừng thông và một số vùng đất nông nghiệp nhỏ (một số con chiên chăn thả gia súc). Caneças duy trì một đặc điểm nông nghiệp, thông qua trồng trọt trong các nhà kính và các cánh đồng, đặc biệt là hoa và cây cảnh.